# Zijkanaal C (Terneuzen)
Zijkanaal C is een kanaal dat in 1825 is gegraven en dat het Kanaal Gent-Terneuzen met de Axelse Kreek verbindt. Het kanaal loopt van Sluiskil tot Axelsche Sassing.
De aanleg van dit kanaal kwam voort uit de wens om de scheepvaart naar Axel en in latere instantie ook Hulst weer mogelijk te maken. Daartoe werd de geul van het vroegere Axelse Gat weer uitgegraven. Ten zuiden van dit kanaal lag aanvankelijk buitendijks gebied, dat echter in 1906 werd volgestort, waaruit de Axelse Vlakte ontstond.
De scheepvaartverbinding kwam echter nimmer tot ontwikkeling. Het kanaal loopt tegenwoordig dood en fungeert als insteekhaven, waarlangs zich enige industrie gevestigd heeft. Zijkanaal C is 2 km lang. Het meest westelijke deel is later verbreed en vormt tegenwoordig de Yarahaven, genoemd naar de huidige eigenaar van de huidige kunstmestfabriek.